# Juventudes Socialistas de Extremadura
Las Juventudes Socialistas de Extremadura (JSEx) son, desde su independencia orgánica y política, la organización juvenil política del PSOE de Extremadura que aglutina a las diferentes Agrupaciones Territoriales de Juventudes Socialistas, sean éstas provinciales o locales.
Juventudes Socialistas de Extremadura es un instrumento al servicio de la juventud extremeña, que apuesta por su plena emancipación y la transformación de la sociedad con el objetivo de ampliar los derechos, las libertades y conquistar la justicia social a través de políticas sociales y económicas redistributivas, así como por un modelo de estado federal y republicano en el que se reconozcan plenamente las identidades nacionales y regionales existentes, sin que esto suponga ningún privilegio social o económico por cuestiones de origen o identidad.
La organización juvenil extremeña cuenta o ha contado entre sus filas con muchos miembros que desempeñan o han desempeñado cargos públicos y orgánicos del PSOE de Extremadura, tanto a nivel local como provincial, regional o estatal. Es el caso de la actual vicesecretaria general del PSOE de Extremadura, Lara Garlito Batalla; del portavoz de Hacienda y Presupuesto del Grupo Parlamentario Socialista, Jorge Amado Borrella; de la exvicepresidenta de la Junta de Extremadura, María Dolores Pallero Espadero; de Leire Iglesias Santiago, diputada nacional en la X legislatura; u otros muchos como Rafael Lemus Rubiales.
Entre las personas que han ostentado la Secretaría General de Juventudes Socialistas de Extremadura se encuentran Victoriano Fernández, Javier Paredes, Máximo Domínguez Quesada (2003-2007), Juan Ramón Ferreira Alonso (2007-2012), Soraya Vega Prieto (2012-2017) y Juan Antonio Morales Gil (2017 - 2022).
En el X Congreso Regional celebrado en Mérida los días 18, 19 y 20 de febrero del 2022, fue elegido Secretario General el torremejiense Fede González Trinidad. En dicho Congreso, también se aprobó la Comisión Ejecutiva Regional, que se expone a continuación:
- Presidencia: Jairo Pino Mendoza
- Secretario General: Federico Jesús González Trinidad
- Vicesecretaría General de Relaciones Internacionales: Mariana Couto de Azevedo e Silva
- Vicesecretaría General de Relaciones Institucionales: Gonzalo Sierro Díaz
- Secretaría de Organización: Icíar Durán Moraga
- Vicesecretaría de Organización y Área de Administración: Mónica Parra Martín
- Secretaría de Ideas, Programas y Acción Electoral: Javier Ruiz Mota
- Secretaría de Militancia y Dinamización de Agrupaciones Locales: Nazareth Asensio Iglesias
- Secretaría de Formación y Divulgación: Miguel Ángel Méndez Duro
- Secretaría de Comunicación y Redes Sociales: Aldara Carreño Hurtado
- Secretaría de Asociacionismo, Acción reivindicativa, Movimientos sociales y Deporte: Martín Carlos García Pardo
- Secretaría de Universidad y Formación Profesional: Juan José Ramón Carrillo
- Secretaría de Educación (formal y no formal)y Diversidad e Infancia: María de la Luz Parro Carrero
- Secretaría de Reto Demográfico: Joshua Piris Pascual
- Secretaría de Igualdad: Luz María Márquez Sanfacundo
- Secretaría de LGTBI+: Paula Barra Fernández
- Secretaría de Municipalismo y Concejales Jóvenes: Ana María Núñez Sánchez
- Secretaría de Empleo, Vivienda y Emancipación: Isaac Tello Cerezo
- Secretaría de Sanidad y Salud Mental: María Andrada
- Secretaría de Transición Ecológica y Sostenibilidad: José María Morillo Martín
- Secretaría de Industria, Movilidad y Transporte: José Manuel Moreno Garrido
- Secretaría de Memoria Democrática: Noelia Galindo Márquez
- Secretaría de Cultura y Turismo: Juan Carlos Martín Pinto
- Secretaría de Prevención, Protección y Defensa de los Consumidores y Usuarios: Itxiar Casco
- Secretaría de Política Social: Oscar Barrado Salas
- Secretaría de Agenda 2030: Victoria Núñez Benítez
- Presidenta del Comité: Laura del Carmen Iglesias Cano
- Presidenta de Garantías: Inmaculada Ayuso Ayuso
- Representante de Juventudes Socialistas en el Consejo de la Juventud de Extremadura: Elena Roncero Pérez
- Secretaría General Provincial de Badajoz: Fátima Torrado Viera
- Secretaría General Provincial de Cáceres: Irene Pozas García